# Синельникова Олена
Олена Синельникова (21 липня 1979, Київ) — генеральний продюсер «Орел і решка» і директор студії «TeenSpirit». 

## Життєпис
Олена народилася і виросла у Києві, навчалась у Гімназії НПУ ім. Драгоманова, згодом закінчила Київський університет культури і мистецтв. Після роботи в сфері кіно і телебачення створила продакшн-студію «TeenSpirit».
Створення проєкту «Орел і решка» було спонтанною ідеєю, яка згодом переросла у серйозний проєкт. Завдяки підтримці свого чоловіка Євгена Синельникова Олені вдалось створити новий російськомовний сегмент телепередач.
Студія також займається виробництвом відео- і телепрограм: «Навколо М» з Лесею Нікітюк, «Кухня з Дмитром Шепелєвим» тощо.
10 грудня 2015 року Олена вирушила у навколосвітню подорож разом з телепередачею, яка тривала 9 місяців. 

## Особисте життя
- Колишний чоловік Євген Синельников – український режисер, телеведучий, актор, один з ведучих шоу «Орел і решка» на телеканалах «Інтер» і Новому каналі[3].
- Син Олексій[4]